# Hundert Jahre Elektrotechnik
Hundert Jahre Elektrotechnik von Hans Dominik ist eine technisch-wissenschaftliche Plauderei. Sie erschien 1911 in der jährlich erscheinenden Buchreihe "Das Neue Universum" (Band 32).

## Inhalt
Im Band 32 des Neuen Universums gibt es einige Beiträge zum damals aktuellen Stand der Elektrotechnik über elektrische Vollbahnlokomotiven, neue Bogenlampen, einen elektrischen Melkapparat, tragbare Empfänger für Funkentelegraphie, die neue Entwicklung der drahtlosen Telegraphie mit großen neuen Sendern, den Vorläufer der Leuchtstoffröhren (Moore-Licht) und den Edisonakkumulator, den Ahnen der heutigen Nickel-Cadmium- und Nickel-Metallhydrid-Akkus.
Passend dazu plaudert Hans Dominik über die Entwicklung der Elektrotechnik von etwa 1800 bis etwa 1900. Er beginnt mit der "tierischen Elektrizität" von Luigi Galvani und der daraus folgenden Entwicklung der Batterie durch Alessandro Volta, geht dann über zur Entdeckung der Elektrolyse und der Kohlenbogenlampe durch Humphry Davy und zur Entdeckung der magnetischen Wirkung eines Stromes durch Hans Christian Ørsted. Er erzählt vom ersten Versuch zur elektrischen Telegrafie durch Gauß und Weber 1833, und wie 1855 zum ersten Mal eine Bogenlampe in einem Leuchtturm eingebaut wird und im gleichen Jahr bei der ersten großen Weltausstellung der Elektromotor erfunden wird. Er berichtet von der Legung des ersten Telegrafenkabels durchs Mittelmeer von Nordafrika nach Frankreich und wie Werner von Siemens aus Berlin maßgeblich zum Erfolg beigetragen hat. 1867 gibt es den Durchbruch beim Bau elektrischer Generatoren durch das von Siemens erfundene "dynamoelektrische Prinzip". 1891 beweist dann in der großen elektrotechnischen Ausstellung in Frankfurt am Main die Elektrizität ihre Alltagstauglichkeit, denn der Strom wird per Hochspannungsübertragung von Lauffen am Neckar über 175 km zugeführt.
Hans Dominik endet mit einem kurzen Überblick über die Leistungen der Elektrizität im Jahr 1910:
Telegrafenkabel durchziehen Kontinente und Ozeane. Das Telefon überbrückt 1000 km, und auch die Übertragung von Bildern über die Leitungen ist mit dem Apparat von Arthur Korn möglich. Im täglichen Leben ist die Anwendung der Elektrizität eine Selbstverständlichkeit.